# Walagambahu I
Walagambahu I (Wattagaminiyabala) fou rei de Sri Lanka, quart fill de Sadda Tissa i germà i successor de Kalunna.

## Primer regnat
Va fer matar el ministre Maharattaka, que havia assassinat a Kalunna, i es va proclamar rei. Va adoptar a Mahachula, el fill de Kalunna i el va criar com el seu fill, i a la mare del nen, Anula, la va fer reina consort.
Als pocs mesos de govern, una profecia que deia que un brahmin pujaria a la sobirania, va instigar a un jove brahmin de Ruhunu a revoltar-se. Al mateix temps un exèrcit indi de set mil homes va desembarcar a Mahatitha dirigit per set caps i va exigir la entrega del poder al rei o avançarien cap a la capital. Amb un reconeixement polític dels drets del pretendent de Ruhunu, va convèncer a aquest de dirigir les seves forces rebels contra els invasors considerats enemics comuns. El rei va decidir esperar el resultat de la lluita i combatre al vencedor. Les forces del pretendent de Ruhunu van ser fàcilment derrotades per les disciplinades tropes índies i el pretendent fou fet presoner. Llavors el rei va atacar als indis però prop de la capital fou derrotat i va haver de fugir amb la reina Anula (que estava embarassada), amb el jove Mahachula, el seu propi fill Mahanaga i la seva segona reina Somadevi. El carro reial anava molt carregat i podia ser atrapat pels perseguidors indis i Somadevi va baixar del carro voluntàriament per evitar que el seu marit fou atrapat.

## Exili a Malaya Rata
El rei i els seus van amagar-se a les coves de la regió de Malaya Rata, a l'entorn del pic d'Adam, on els va trobar el monjo Mahatissa que els va portar al cap del districte Tanasiva, que va donar asil a Walagambahu i els acompanyants i els va allotjar per 14 anys, al final dels quals la esposa de Tabasiva i la reina Anula es van enfrontar i cada marit es va posar del costat de la seva esposa. Walagambahu va matar a Tanasiva i es va proclamar a si mateix com a maharaja de Malaya Rata, aconseguint el suport de la població i va aconseguir el control d'un exèrcit considerable. Amb el suport dels 8 grans oficials militars (Kapisisa, Uttiya, Mulawa, Mula, Solli, Pabbata, Tissa i un altre no esmentat), i dels monjos budistes va iniciar una guerra santa contra els invasors usurpadors.

## Període dels cinc dràvides
Quan fou derrotat Walagambahu I anys abans, els set caps indis van entrar a Anuradhapura i la van saquejar; dos dels caps van retornar a l'Índia un dels quals amb la reina Somadevi (a la que va trobar amagada a la jungla de Kadambapuppha) com a trofeu, i l'altre amb el plat de refacció de Buda que el rei Walagambahu I s'havia deixat enrere quan va fugir precipitadament. Un dels caps, de nom Pulahattlia, es va proclamar rei, i va governar durant tres anys, fins que fou assassinat pel cap Bahiya que li feia de ministre i que va regnar dos anys amb el cap Panayamara com a primer ministre. Va córrer la mateixa sort que Pulahattia, sent assassinat pel seu ministre Panayamara que va regnar llavors per set anys fins que fou assassinat pel cap Pilayamara que era el seu primer ministre. Aquest darrer va gaudir del poder només set mesos fins que fou assassinat pel cap Dathiya que igualment era el seu primer ministre. Dathiya va regnar dos anys fins que fou derrotat i mort per Walagambahu I el 98 aC, que va retornar al poder després de catorze anys d'exili

## Segon regnat
Walagambahu al tornar al poder va fer demolir el edifici del Tittharama (construït per allotjar als membres de religions estrangeres) que dirigia un anacoreta indi (un Niganth)i va fer construir diverses vihares regides per fidels i la dagoba que es va formar es va anomenar Abayhagiri Vihara, que va concedir al monjo Mahatissa que l'havia ajudat a arribar a Malaya Rata.
Després va embellir cinc coves a Dambulla en les quals s'havia refugiat mentre fugia, i va crear temples en cadascuna. La principal fou Devaraja Vihara (Temple del Gran Déu) fundada vers el 80 aC.
Més tard hi van haver conflictes religiosos quan el monjo Mahatissa fou expulsat de la Maha Vihara per la seva fraternitat per una ofensa, afer que va acabar amb l'establiment de tres fraternitats o ordres separades. Durant el regnat de Walagambahu també es va convocar una reunió de 500 savis budistes (monjos) al Alu Vihara i foren escrites en Pali la Pitakattara (exhortacions de Buda) escrites en bonapotha (escriptura budista) que eren més de 592.000, i els Atthakatha (comentaris). Les doctrines de Buda havien estat transmeses oralment i es temia una desviació.
Va construir una reserva d'aigua, Nuwara Wewa (Tanc de la Ciutat) a la riba est del riu Kadamba (Malwaya Oya) a 1 km d'Anuradhapura.
Walagambahu va morir el 76 aC. El seu segon període va durar dotze anys. El va succeir el seu fill adoptat i nebot Mahachula o Mahakuli.